# Iranski napadi na Izrael u lipnju 2025.
U večernjim satima 13. lipnja 2025., Iran je pokrenuo napad velikih razmjera na Izrael, ispalivši preko 150 balističkih raketa i više od 100 dronova,  kao odgovor na izraelske zračne napade ranije tog dana na iranska nuklearna postrojenja i visoke vojne dužnosnike. 
Iransko kodno ime za napad bilo je Operacija Pravo obećanje. Napadi su označili značajnu promjenu u postojećim napetostima između Irana i Izraela, dovodeći njihov odnos u stanje izravnog sukoba. 
Zračni napadi izazvali su široke regionalne i međunarodne posljedice, uključujući nagli porast cijena nafte, poremećaje u globalnim brodarskim rutama i obustavu zračnog prometa. Događaji su također izazvali široke međunarodne reakcije, s ponovljenim pozivima na suzdržanost od strane Ujedinjenih naroda usred rastuće zabrinutosti zbog mogućnosti šireg sukoba na Bliskom istoku.